# Astragalus austromahneshanensis
Astragalus austromahneshanensis es una especie de planta del género Astragalus, de la familia de las leguminosas, orden Fabales.
Fue descrita científicamente por F. Ghahrem., Maassoumi & Bagheri.